# Ромеро, Фернандо (футболист)
Ферна́ндо Рау́ль Роме́ро Гонса́лес (исп. Fernando Raúl Romero González; род. 24 апреля 2000, Асунсьон) — парагвайский футболист, нападающий клуба «Серро Портеньо».

## Клубная карьера
Ромеро — воспитанник столичного клуба «Насьональ». 22 мая 2016 года в матче против «Хенераль Кабальеро» он дебютировал в парагвайской Примере. 20 августа в поединке против столичной «Олимпии» Фернандо забил свой первый гол за «Насьональ». В 2020 году для получения игровой практики Ромеро на правах аренды перешёл в «Гвайренью». 25 октября в матче против «Олимпии» он дебютировал за новую команду. В этом же поединке Фернандо сделал «дубль», забив свои первые голы за «Гвайренью». 
Летом 2021 года Ромеро перешёл в «Серро Портеньо». 26 июля в матче против «Либертада» он дебютировал за новый клуб. В своём дебютном сезоне Ромеро стал чемпионом Парагвая. 13 апреля 2022 года в поединке Кубка Либертадорес против аргентинского «Колона» Фернандо сделал «дубль», забив свои первые голы за «Серро Портеньо». 
В феврале 2023 года отправился на правах аренды в австралийский клуб «Мельбурн Виктори». 

## Международная карьера
В 2017 году в составе юношеской сборной Парагвая Ромеро принял участие в юношеском чемпионате Южной Америке в Чили. На турнире он сыграл в матчах против команд Аргентины, Перу, Эквадора, Чили, Колумбии, а также дважды Венесуэлы и Бразилии. В поединках против аргентинцев, чилийцев и венесуэльцев Фернандо забил три гола.
В том же году Ромеро принял участие в юношеском чемпионате мира в Индии. На турнире он сыграл в матчах против команд Мали, США, Турции и Новой Зеландии.
В 2019 году в составе молодёжной сборной Парагвая Охеда принял участие в молодёжном чемпионате Южной Америки в Чили. На турнире он сыграл в матчах против команд Эквадора, Перу, Аргентины и Уругвая. 

## Достижения
Командные
 «Серро Портеньо»
- Победитель парагвайской Примеры (1) — Апертура 2021